# Pseudanaesthetis rufa
Pseudanaesthetis rufa là một loài bọ cánh cứng trong họ Cerambycidae.